# Ali Argon
Ali Suphi Argon (Estambul, 19 de diciembre de 1930-Belmont, 21 de diciembre de 2019) fue un ingeniero turco-estadounidense. Se desempeñó como profesor emérito Quentin Berg en el Instituto de Tecnología de Massachusetts.

## Carrera
Fue hijo de Suphi Argon, proveniente de una familia militar y funcionaria otomana de alto rango, y Margarethe, de soltera Grosche, nacida en Berlín. En 1948, comenzó a estudiar ingeniería mecánica en la Universidad Purdue y obtuvo una licenciatura en 1952. A este le siguió el SM (Scientiae Magister) del Instituto Tecnológico de Massachusetts (MIT) en 1953. En el MIT junto a Egon Orowan, se dedicó a la ciencia y la ingeniería de materiales y recibió su doctorado en ciencias.
Durante los dos años siguientes trabajó en High Voltage Engineering Corporation en Burlington, Massachusetts, en aceleradores de partículas Van de Graaff para aplicaciones médicas y de investigación. En 1959, regresó a Turquía para hacer su servicio militar, y también fue profesor en la nueva Universidad Técnica de Medio Oriente en Ankara. En 1960, regresó al MIT como profesor asistente, convirtiéndose en profesor allí en 1968, profesor Quentin Berg en 1982 y profesor emérito de Quentin Berg en 2001.
Su investigación experimental y teórica en ciencia de materiales contribuyó significativamente al esclarecimiento de los procesos físicos de deformación plástica y fractura de metales, aleaciones, cerámicas, vidrio, polímeros y materiales compuestos. En 1972, fue profesor invitado de física de polímeros en la Universidad de Leeds y en 1992 científico visitante con el Premio de Investigación Humboldt en el Instituto Peter Haasen de Física de Metales de la Universidad de Gotinga. También fue científico visitante en la Universidad de Stanford en 1992.

## Premios y honores
- Premio Charles Russ Richards de la Sociedad Estadounidense de Ingenieros Mecánicos (1976)
- Miembro de la Sociedad Estadounidense de Física (1987)
- Miembro de la Academia Nacional de Ingeniería (1989)
- Medalla Nadai de la Sociedad Estadounidense de Ingenieros Mecánicos (1998)
- Premio de la ETH Zurich (1999)
- Medalla Heyn Memorial de la Sociedad Alemana de Ciencia de Materiales (2004)
- Doctor honorario de la Universidad Purdue (2005)

## Publicaciones
- Frank A. McClintock, Ali S. Argon Comportamiento mecánico de materiales Addison-Wesley 1966. ISBN 0-201-04545-1
- UF Kocks, AS Argon, MF Ashby Termodinámica y cinética del deslizamiento: progreso en la ciencia de materiales volumen = 19 1975 páginas 1–281
- Ali S. Mecanismos de fortalecimiento del argón en la plasticidad cristalina Oxford University Press 2007. ISBN 978-0-19-965922-7
- AS Argon La física de la deformación y fractura de polímeros Cambridge University Press 2013. ISBN 978-0-521-82184-1